# 크리스 해리슨
크리스 해리슨(Chris Harrison, 1971년 7월 26일 ~ )은 미국의 텔레비전 사회자이다. 미국 ABC의 데이트 쇼 프로그램 "배철러"(The Bachelor, 2002년 ~ 현재), "배철러레트"(The Bachelorette, 2003년 ~ 현재)의 사회자를 맡고 있다.

## 활동
1993년부터 1999년까지는 CBS 제휴 지역국인 오클라호마시티의 KWTV에서 스포츠 기자로 일했다. 또 경마채널 TVG 네트워크에서 잠깐 일했으며 HGTV의 《디자이너 챌린지》 (Designers' Challenge)의 진행을 맡기도 했다. 2001년에는 GSN의 게임쇼 《몰 마스터스》(Mall Masters)의 진행자가 되었으나 얼마가지 못해 종영했다. 이듬해 2002년에는 《사비나 더 틴에이지 위치》의 "Ping, Ping a Song" 편에서 뮤직쇼 진행자로 깜짝 출연하였다.
2008년 11월 23일, 크리스 해리슨은 ABC 《아메리칸 뮤직 어워드》의 프리쇼 라이브 진행을 맡았다. 당시 《댄싱 위드 더 스타》의 심사위원이었던 캐리 앤 이나바와 푸시캣 돌스 멤버 니콜 셰르징거와 공동으로 진행했다. 이후 TV 가이드 네트워크와 레드카펫 시상식 앵커로 계약하여 2009년 9월 프라임타임 에미상부터 출연하게 되었다. 2011년에는 해리슨과 브루크 번스가 게임쇼 《유 디저브 잇》 (You Deserve It)의 공동 진행을 맡았다. 또 TV가이드 네트워크의 연예소식 프로그램 《할리우드 411》도 공동 진행하였다. 이후 HGTV의 《디자이너 챌린지》와 게임쇼 네트워크의 《몰 마스터스》의 진행자를 다시 맡게 되었다.
2015년 4월, ABC는 통합판 《누가 백만장자가 되고 싶은가?》의 진행자를 맡았던 테리 크루즈가 2015-2016 시즌에서 하차하고, 대신 크리스 해리슨이 진행을 맡게 되었다고 발표했다. 이후 2017년 12월 18일 게임쇼 네트워크 측이 해당 프로그램의 재개를 밝히면서 크리스 해리슨이 《몰 마스터스》종영 이후 다시 한번 네트워크에 모습을 보이게 됐다고 밝혔다.

## 개인 정보
해리슨은 텍사스주 댈러스에서 태어났으며 오클라호마시티 대학교에 진학했다. 이후 대학시절 여자친구 사이였던 그웬 해리슨과 결혼했다. 두 사람 사이에는 각각 조슈아와 테일러란 이름의 자녀가 둘 있다. 그러나 결혼 18년차를 맞이하던 2012년 5월 두 사람이 이혼 소식을 발표하면서 결혼생활은 끝내게 되었다.